# Arhopala caesarion
Arhopala caesarion är en fjärilsart som beskrevs av Hans Fruhstorfer 1914. Arhopala caesarion ingår i släktet Arhopala och familjen juvelvingar. Inga underarter finns listade i Catalogue of Life.